# Eichardt (Großweitzschen)
Eichardt ist ein Ortsteil der Gemeinde Großweitzschen im Landkreis Mittelsachsen. 1946 hatte der Ort 141 Einwohner. Am 1. Juli 1950 wurde er nach Zaschwitz eingemeindet, 1994 mit diesem nach Großweitzschen.

## Geschichte
1213 ist Heinricus de Eychhart Zeuge für den Burggrafen von Leisnig. Ein Herrensitz ist nicht nachweisbar.
Der Ort selbst wird 1254 erstmals genannt, als Mgf. Heinrich (der Erlauchte) das Dorf Eichart mit 7 Hufen an das Kloster Buch übertrug, nach Auflassung durch den Burggrafen von Leisnig. Das Dorf gehörte also zur Mark Meißen.
1286 verkaufte Mgf. Heinrich dem Kloster dazu das Ober- und Niedergericht in Eychart. Der Burggraf von Meißen hatte seine Gerichtsrechte (den dritten Pfennig) zuvor aufgelassen. 1289 erfolgte eine Bestätigung des Besitzes in Eichardt, desgleichen 1325. 1333 verkaufte Bgf. Albero von Leisnig seine restlichen Rechte an das Kloster.
Im Amtserbbuch Kloster Buch wird zu Eichardt bemerkt: Dieses Dorf mit 12 Mann und 7½ Hufen ist nun Hans von Komerstadt mit dem Vorwerk Tautendorf erblich verkauft, dem hinfort die Gerichte, Dienste, Lehen und Zinsen zustehen. Folge, Steuer und Heerfahrt aber sind dem Amt Leisnig vorbehalten.
Hans von Komerstadt wird bei Kamprad nach 1549 als Verwalter des säkularisierten Besitzes des Klosters Buch genannt. Für ihn hatte sich dabei wohl eine günstige Gelegenheit zum Kauf geboten. Gleichzeitig kaufte Hans von Komerstadt auch den benachbarten Klosterhof Tautendorf. Mgf. Heinrich hatte das Dorf 1228 dem Kloster übertragen, 1286 hatte das Kloster dazu das Ober- und Niedergericht gekauft, 1386 restliche Rechte. Das Kloster hatte das Dorf zu einer Grangie umgebaut, die später nur noch als Schäferei betrieben wurde. Seit 1875 gehörte das Vorwerk zu Eichardt.
Der Ort war stets nach Großweitzschen gepfarrt.